# Dekanat zduńskowolski
Dekanat zduńskowolski – jeden z 33 dekanatów rzymskokatolickiej diecezji włocławskiej.
W skład dekanatu wchodzą następujące parafie:
- parafia Wniebowzięcia NMP w Zduńskiej Woli - sanktuarium św. Maksymiliana Kolbe
- parafia św. Antoniego Padewskiego w Zduńskiej Woli
- parafia św. Maksymiliana Kolbe w Zduńskiej Woli
- parafia św. Pawła Apostoła w Zduńskiej Woli
- parafia Matki Bożej Miłosierdzia w Janiszewicach
- parafia św. Katarzyny Aleksandryjskiej Dziewicy i Męczennicy w Korczewie
- parafia św. Wojciecha Biskupa Męczennika w Sieradzu

Dziekan dekanatu zduńskowolskiego
- ks. Stanisław Siurdyga - proboszcz parafii św. Maksymiliana Marii Kolbego w Zduńskiej Woli

Wicedziekan
- ks. Piotr Czopiński - proboszcz parafii św. Wojciecha Biskupa Męczennika w Sieradzu